# The Doom Generation
The Doom Generation är en amerikansk/fransk dramafilm från 1995 i regi och med manus av Gregg Araki.

## Handling
Två problematiska tonåringar, Amy Blue och Jordan White, får en morbid liftare vid namn Xavier Red. Tillsammans så beger sig de tre på en resa, fylld av sex och våld, genom ett USA fullt av psykopater, nazister och illvilliga människor.

## Om filmen
Rose McGowan blev för den här filmen nominerad till priset 'Bästa Nykomling' vid The Independent Spirit Awards (1995). Detta är den andra filmen i Gregg Arakis trilogi om problematiska tonåringar, The Doom Generation föregicks av Totally F***ed Up år 1993 och efterföljdes av Nowhere år 1997.

## Rollista (i urval)
- Rose McGowan - Amy Blue
- Johnathon Schaech - Xavier Red
- James Duval - Jordan White

## Trailer
- https://web.archive.org/web/20041223133027/http://videodetective.com/home.asp?PublishedID=159965